# Nie ma róży bez ognia

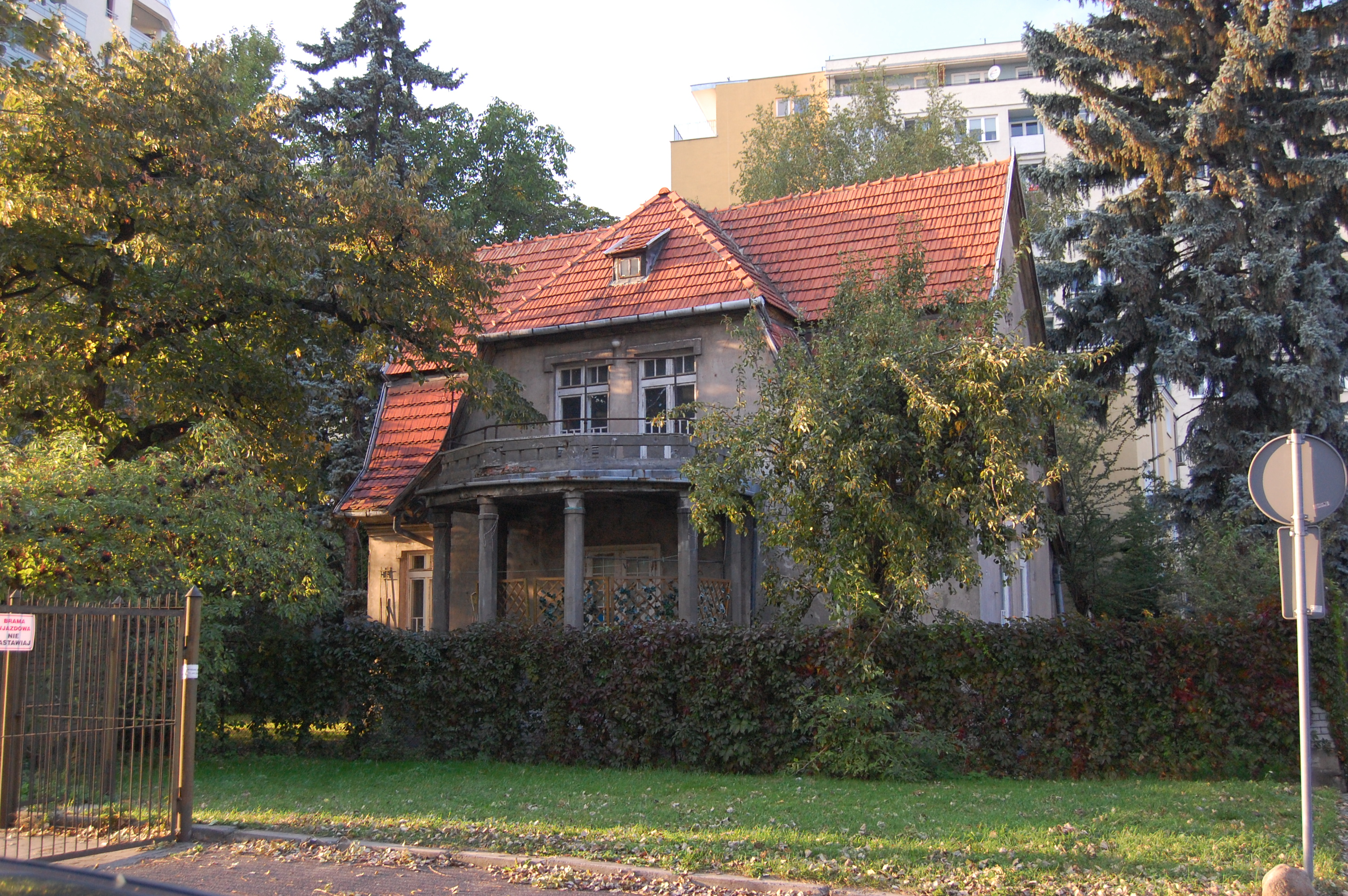
Filmowe miejsce zamieszkania Filikiewiczów (willa przy ul. Bieżanowskej 5). Zdjęcia wnętrz zrealizowano w willi „Zorza” przy ul. Sobieskiego 16 w Konstancinie-Jeziornie

Nie ma róży bez ognia – polska komedia filmowa z 1974 roku w reżyserii Stanisława Barei, nakręcona według scenariusza napisanego przez reżysera wraz z Jackiem Fedorowiczem.

## Fabuła
Komedia przedstawia absurdalną rzeczywistość, w jakiej znalazło się małżeństwo nauczycieli, Jana i Wandy Filikiewiczów, wobec problemu konieczności goszczenia w swym mieszkaniu początkowo byłego męża Wandy, Jerzego Dąbczaka, a później także jego obecnej żony Lusi, narzeczonego Lusi – Zenka i kolejnych osób.
W rozpoczynającej film scenie w pokoiku Filikiewiczów, ulokowanym między hałaśliwymi pokojami biurowymi w starej willi, pojawia się oszust, Malinowski, który oferuje im zamianę mieszkania, na nowe w wieżowcu. W miarę rozwoju sytuacji małżeństwo wpędza się w coraz większe kłopoty, głównie za sprawą pomysłów męża.

## Obsada
- Jacek Fedorowicz – Jan Filikiewicz
- Halina Kowalska – Wanda Filikiewicz
- Jerzy Dobrowolski – Jerzy Dąbczak (były mąż Wandy)
- Stanisława Celińska – Lusia
- Stanisław Tym – Zenek (narzeczony Lusi)
- Mieczysław Czechowicz – ojciec Lusi
- Wiesław Gołas – Malinowski (zamieniający mieszkanie)
- Bronisław Pawlik – administrator
- Wojciech Siemion – dyrektor szkoły
- Henryk Kluba – Bogusław Poganek (sąsiad z dołu)
- Jolanta Lothe – Korbaczewska
- Bohdan Łazuka – Francik (pasażer autobusu)
- Jan Kobuszewski – listonosz
- Wojciech Pokora – petent u administratora (eksmitowany mąż)
- Jan Himilsbach – dozorca na budowie
- Kazimierz Kaczor – pielęgniarz w szpitalu dla nerwowo chorych
- Jadwiga Chojnacka – handlarka
- Ewa Pokas – urzędniczka na poczcie
- Maria Chwalibóg – lokatorka poznana podczas pijaństwa
- Cezary Julski – szatniarz w nocnym lokalu
- Monika Sołubianka – prostytutka Zuza
- Krzysztof Kowalewski – milicjant
- Jerzy Januszewicz – listonosz z paczką dla Dąbczaka
- Agnieszka Fitkau-Perepeczko – sąsiadka szukająca sklepu z kaszą
- Ewa Jastrzębowska – kobieta z dzieckiem w autobusie
- Ewa Miodyńska – kobieta w lokalu (nie występuje w napisach)
- Jerzy Moes – mężczyzna w lokalu (nie występuje w napisach)
- Tadeusz Somogi – pasażer autobusu (nie występuje w napisach)
- i inni[3][2][4]

## Motywy
W filmie obecny jest zarówno humor sytuacyjny, w szczególności w perypetiach głównego bohatera, przygotowującego nowo wybudowane mieszkanie do stanu użytkowania, bądź goniącego za autobusem, którego drzwi przytrzasnęły mu krawat, jak również dowcip wynikający z pewnych lapsusów pokazujących funkcjonowanie prawa w dobie PRL. W pierwszym mieszkaniu Filikiewiczów mieszczą się urzędy państwowe, administrator osiedla prosi o monetę dwudziestogroszową, aby zaplombować drzwi, a dobrze znający prawo kombinator Dąbczak zyskuje większą przychylność ze strony organów państwa niż uczciwy obywatel, jakim jest Filikiewicz.
Film obrazuje też pęd Polaków w dobie lat 70. XX wieku do tego, aby zamieszkać w stolicy. Ojciec Lusi, żony Dąbczaka, podpala własny dom wraz z plantacją róż, aby córka mogła zamieszkać w Warszawie. Jest to także przedstawienie dwóch równoległych światów – sformalizowanej biurokracji oraz nieformalnych stosunków międzyludzkich.

## Przygotowanie scenariusza i realizacja filmu

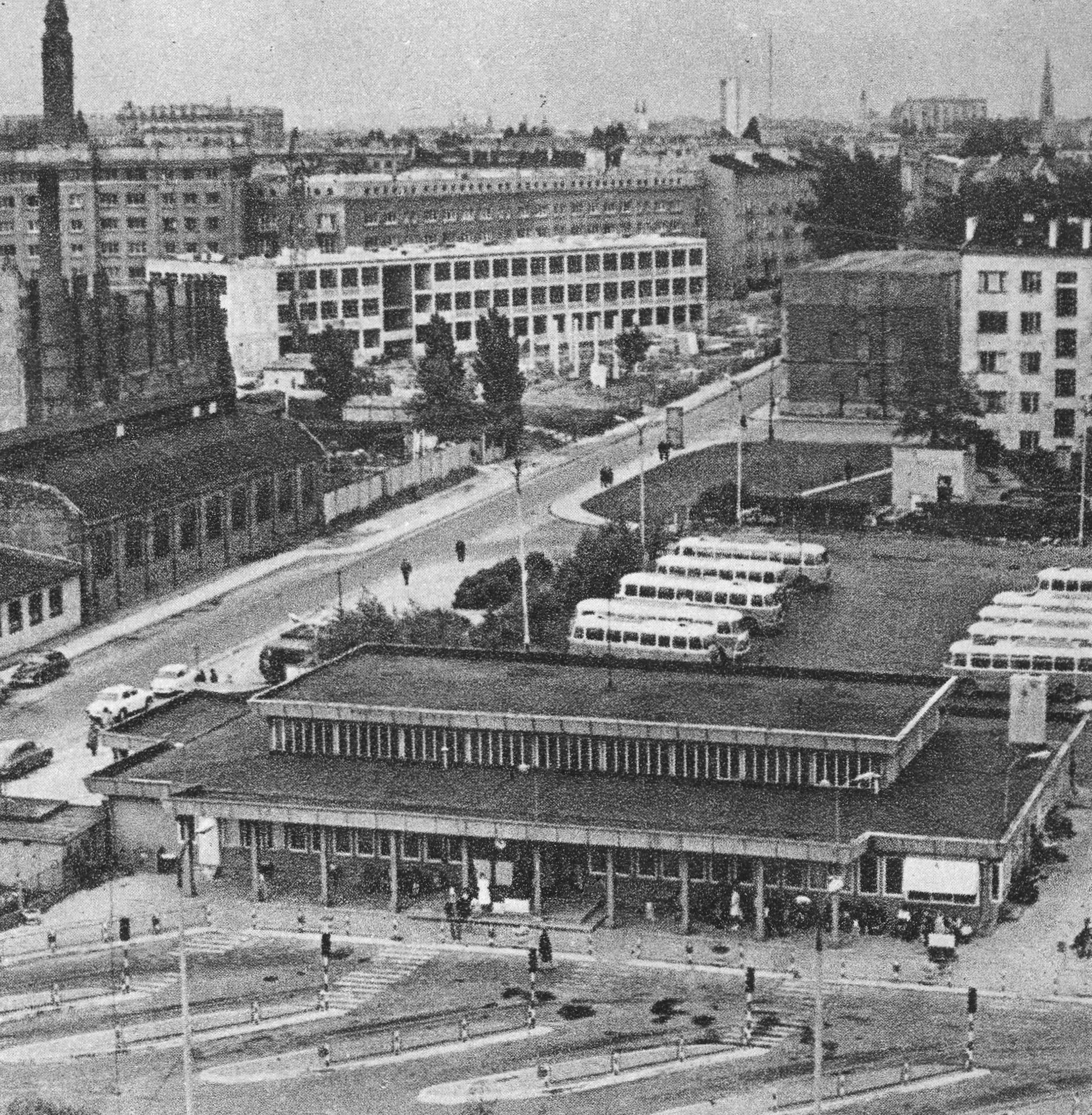
Nieistniejący obecnie Centralny Dworzec Autobusowy PKS przy ul. Żytniej, gdzie zrealizowano część zdjęć plenerowych. Dworzec zlikwidowano kilka lat po nakręceniu filmu

Początkowo komedia miała nosić tytuł Lawina, co miało nawiązywać do eskalacji wydarzeń mających wpływ na życie głównych bohaterów. W scenopisie ojciec Lusi ma problemy z urzędem skarbowym – w dialogu z córką pojawia się hasło domiar, gdy nakazuje jej wraz z narzeczonym pozostać w mieszkaniu Filikiewiczów. Z tego względu, że cenzura nie zgodziłaby się na użycie tego słowa, zastąpiono domiar pożarem. Zmiana w scenariuszu doprowadziła do zmiany tytułu filmu, co według reżysera miało jeszcze bardziej wyrażać pure nonsensowną fabułę. Bezpośrednio tytuł nawiązuje właśnie do zmienionej sceny, w której ojciec Lusi podpala własny dom wraz z plantacją róż, aby córka mogła zameldować się w stolicy. Słowa tytułu wypowiadane są w filmie przez dzielnicowego, któremu administrator wraz z przebywającymi w mieszkaniu Filikiewiczów osobami próbują wytłumaczyć niecodzienną dla niego sytuację. Zmieniony został również charakter Jerzego Dąbczaka, który początkowo miał być wzorowany na stereotypowym ormowcu. Postać ta została „uszlachetniona” głównie z tego powodu, że odgrywał ją Jerzy Dobrowolski. Nie ma róży bez ognia to zbitka słów z dwóch polskich przysłów: nie ma róży bez kolców oraz nie ma dymu bez ognia. W krytyce filmu pojawiła się opinia, że z tego powodu tytuł nic nie znaczy.
Autorzy dla urealnienia fabuły konsultowali treść scenariusza z prawnikiem. Bareja, będąc fanem amerykańskich komedii z lat 20. XX w., określał swój film jako pewien etap w tworzeniu współczesnej burleski, wyrażając jednocześnie nadzieję, że w polskiej kinematografii powstaną w przyszłości filmy podobne do tych, jakie Amerykanie kręcili przed wojną. Wiele miejsca poświęcił walce głównego bohatera ze złośliwością przedmiotów martwych. Scena z wchodzeniem Filikiewicza na dach może być uznana za nawiązanie do filmów z Busterem Keatonem i Haroldem Lloydem. Odgrywana była ona bezpośrednio przez Jacka Fedorowicza bez udziału kaskadera.
Zdjęcia do filmu zrealizowano w Warszawie (osiedle Piaski w dzielnicy Bielany, Centralny Dworzec Autobusowy PKS przy ul. Żytniej, Plac Trzech Krzyży, willa przy ul. Bieżanowskej 5) i w Konstancinie-Jeziornie (willa „Zorza” przy ul. Sobieskiego 16).
W opinii krytyków filmowych, recenzujących Nie ma róży bez ognia, przeważały określenia tej produkcji jako prymitywnej i schlebiającej gustom drobnomieszczańskim, co powodowało, że zakwalifikowany był do najniższej kategorii artystycznej, co w konsekwencji przekładało się na niższe zarobki dla reżysera. Wpływy z biletów wynosiły natomiast około 16 milionów złotych, przy czym w Polsce obejrzało go szacunkowo 3 miliony widzów, a za granicą około 9 milionów.